# Alina Not
Alina Not   (Logronyo, 1986), nom de ploma de María Pascual Alonso, és una novel·lista espanyola coneguda per la saga literària Bad Ash. És veterinària de professió.
Filla de Jesús Mari Pascual i Ana Fe Alonso, la seva germana es diu Ana i també escriu. Des de la infantesa, ella es va interessar per l'escriptura i a la literatura amorosa. Va començar a publicar les històries que escrivia a la plataforma Wattpad, on es va popularitzar la seva obra.
El 2022, va participar en una taula rodona de la Fira del Llibre de Madrid titulada «El fenómeno literario Wattpad».
Ha escrit diverses novel·les de gènere romàntic, juvenil i de ficció. La seva afició principal des de la infància ha estat la lectura i l'escriptura. La seva primera novel·la es titula "Bad Ash: Salten espurnes" i ha estat seleccionada en la primera convocatòria de Nous Talents Crossbooks.
Alina Not és el pseudònim que utilitza per publicar novel·les. El seu nom real és Maria.
Té un títol de veterinària per la Universitat de Saragossa i està especialitzada en benestar animal.
L'apassiona la lectura i l'escriptura des de ben petita, però no va ser fins al 2017, que va començar a escriure la seva primera novel·la, Bad Ash (salten espurnes) a través de la plataforma Wattpad que, al octubre de 2022, té 7.800 de seguidors. És autodidacta. Va començar a escriure com a afició fins que s'ha convertit la seva professió.
La saga Bad Ash està composta per 5 llibres: Saltan chispas, Sin miedo, Respira, Suelo sagrado 1 i Suelo sagrado 2. Originalment era una trilogia.